# کووریم
کووریم (به چکی: Kouřim) یک منطقهٔ مسکونی در جمهوری چک است که در ناحیه کولین واقع شده‌است. کووریم ۱٬۸۶۹ نفر جمعیت دارد.